# Parc del Centre del Poblenou
Pour les articles homonymes, voir Poblenou (homonymie).
Le parc del Centre del Poblenou est un important espace vert du district de Sant Martí à  Barcelone, œuvre de l'architecte français Jean Nouvel en 2008.

## Situation
Le parc est localisé dans le quartier du Poblenou, qui lui donne le nom.
Au centre du District 22@, zone dédiée aux nouvelles technologies, il est formé par le triangle avenue Diagonale/rue du Maroc/ rue de Bac de Roda.
Il se situe géographiquement entre le parc del Fòrum (vers la mer) et la place des Gloires catalanes (vers la montagne) où se trouve une autre création célèbre de Jean Nouvel, la tour Glòries.
Il est accessible par la station de métro Poblenou sur la ligne 4 du métro de Barcelone.

## Caractéristiques
Le parc a une superficie de plus de 55.000 m2. Il est divisé en plusieurs espaces thématiques et bénéficie d'un mobilier urbain spécialement créé.
Les portes d'entrée sont inspirées de la Finca Miralles, œuvre d'Antoni Gaudí située dans le quartier de Sarrià.
Plus d'un millier d'arbres, cinq mille arbustes et dix mille plantes ont été plantées afin de fournir ombre et humidité.
Une place de la Sardane de 32 mètres de diamètre accueille la pratique de la célèbre danse populaire catalane. 
Le vestige d'une ancienne usine a été conservé pour rappeler le passé industriel de la zone.
Le mur, entourée de bougainvillées, est l'un des éléments les plus connus du parc.
Le parc accueille aussi des zones de jeux pour enfants, des tables de tennis de table et un terrain de basket-ball.

## Polémiques
La maintenance du parc est très onéreuse, et le choix des essences présentes ne prend pas en compte le réchauffement climatique. Lors de son inauguration, Barcelone a connu une importante sécheresse, et tout le système d'irrigation a été revu, notamment pour sauver les saules pleureurs (Salix babylonica) choisis par Jean Nouvel comme espèce prédominante du parc. 
Le parc est fermé sur lui-même, engendrant de nombreuses critiques sur ses hauts murs et a été accusé de ne pas s'intégrer au quartier.

## Bâtiments remarquables et lieux de mémoire
- Cimetière du Poblenou
- Tour Glòries

## Liens connexes
- « Site officiel du parc sur le site des Ateliers Jean Nouvel »
- « Site officiel du parc sur le site de la Mairie de Barcelone »

## Galerie

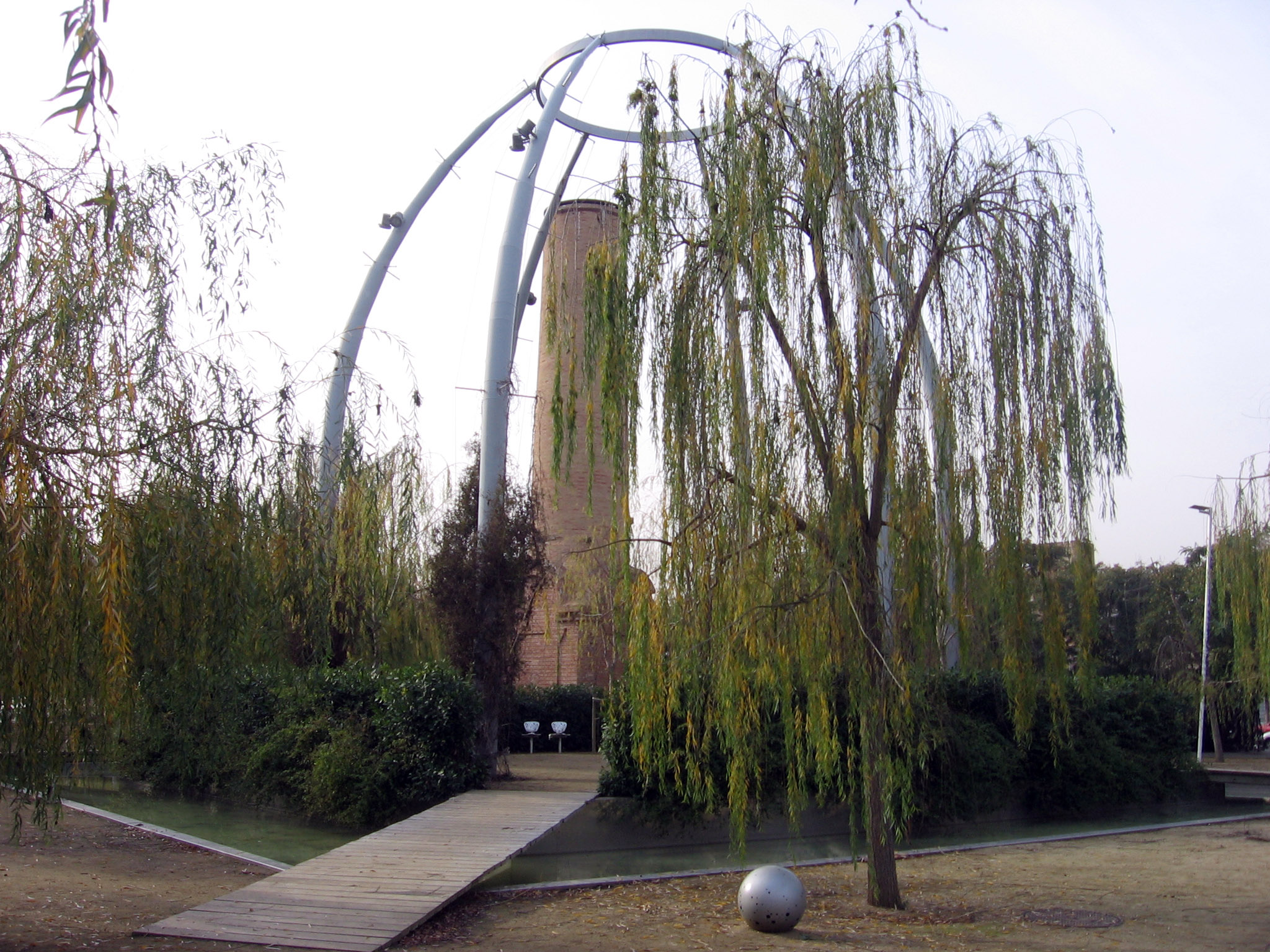
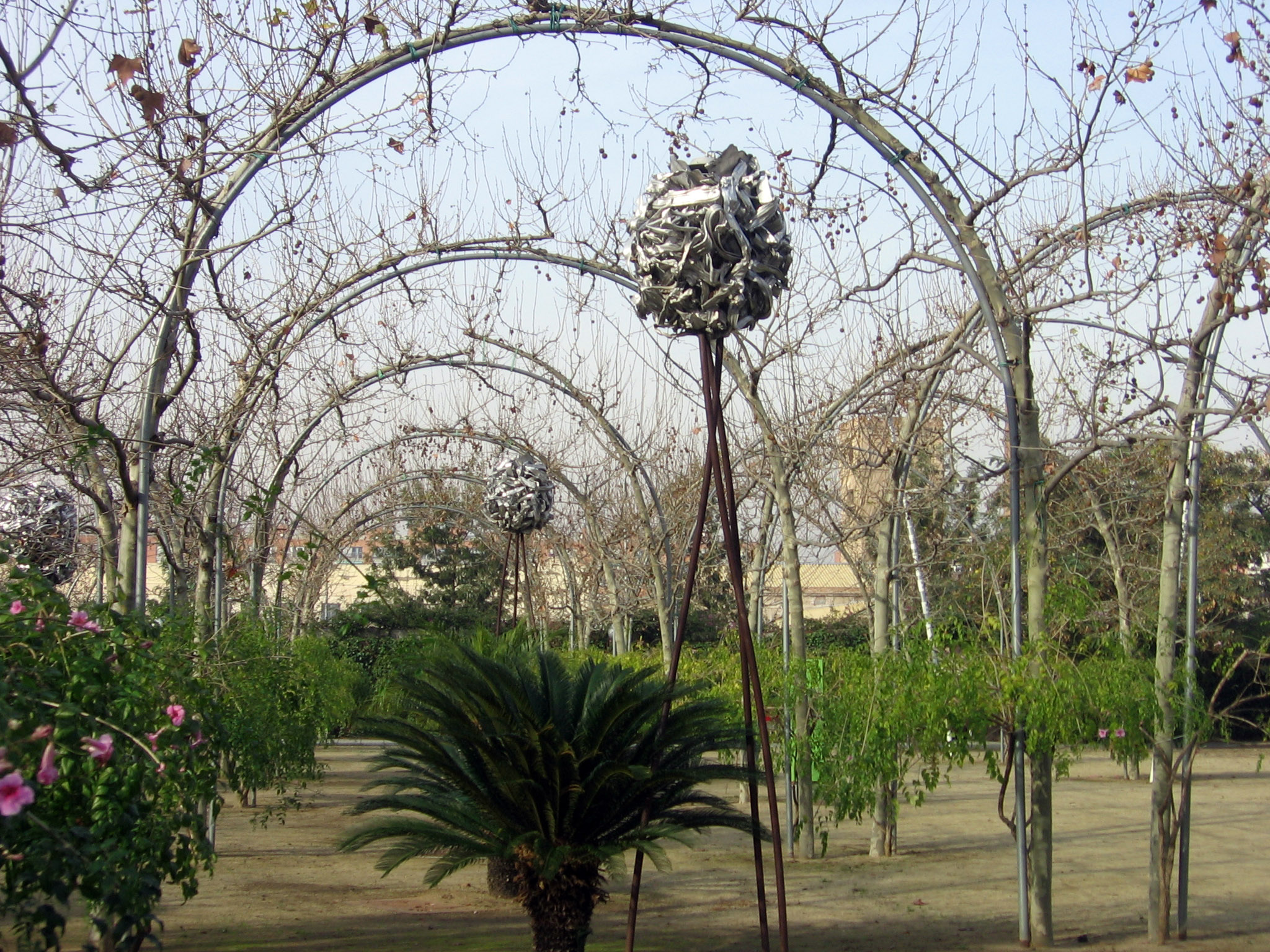
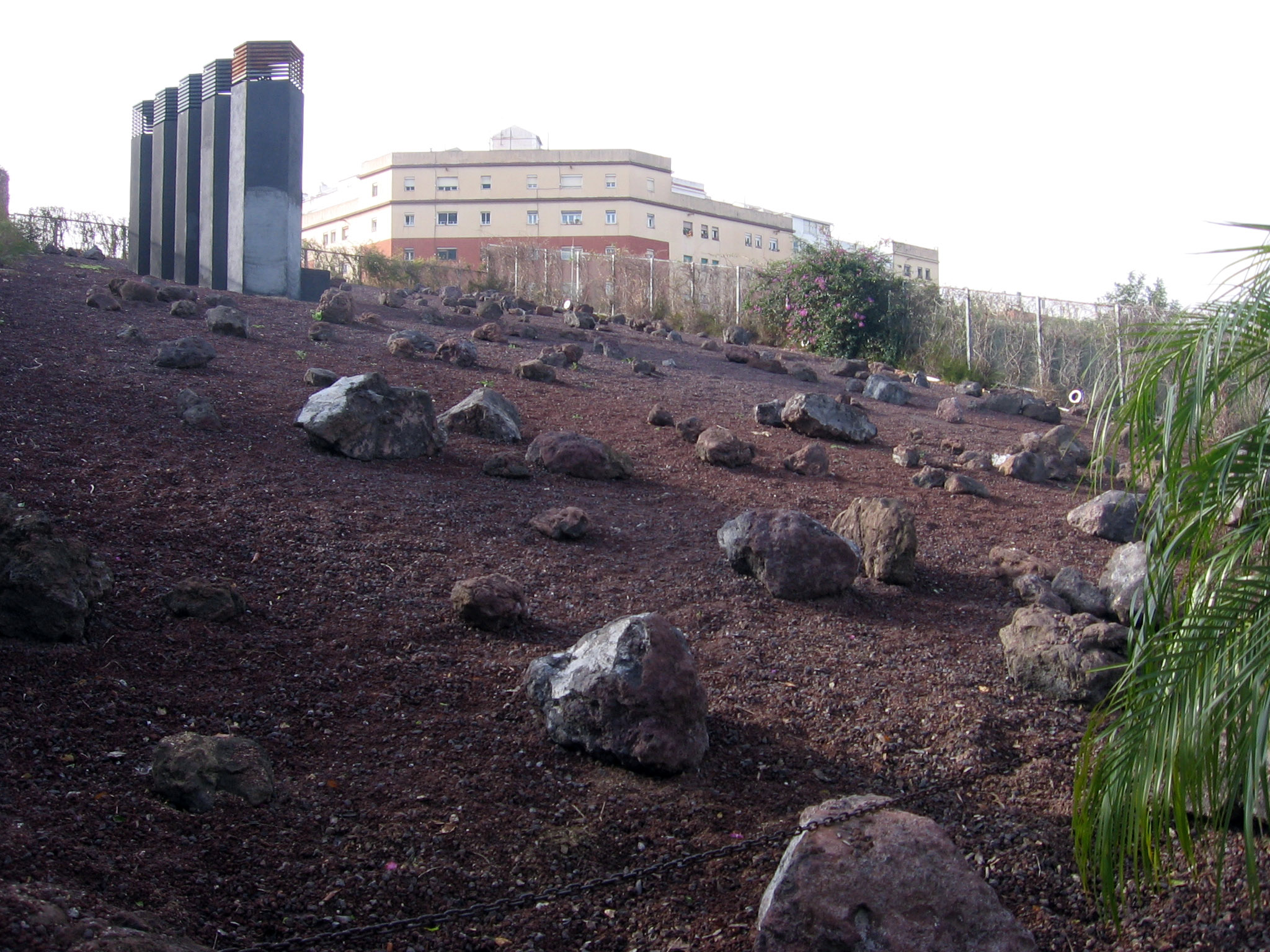
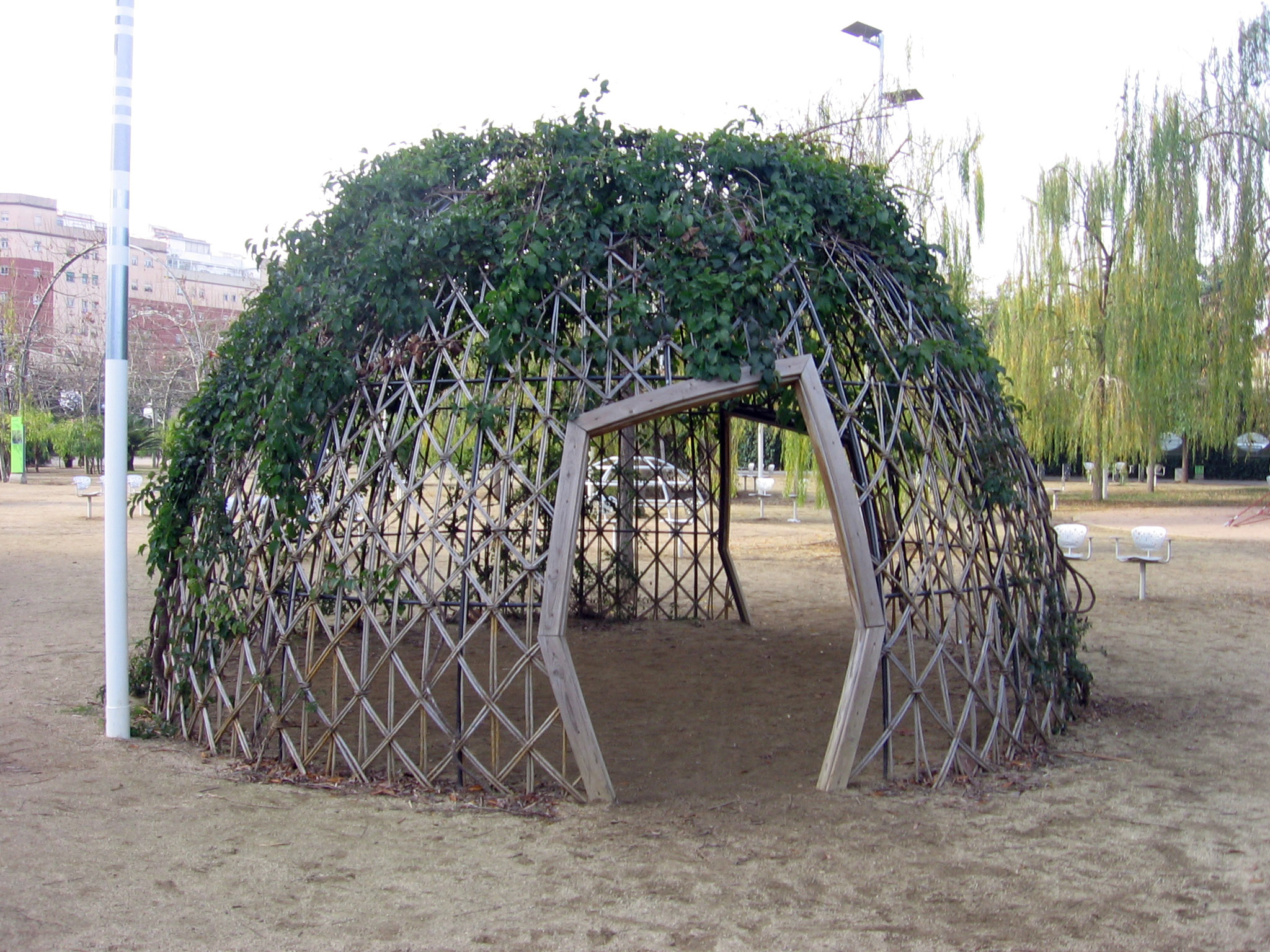
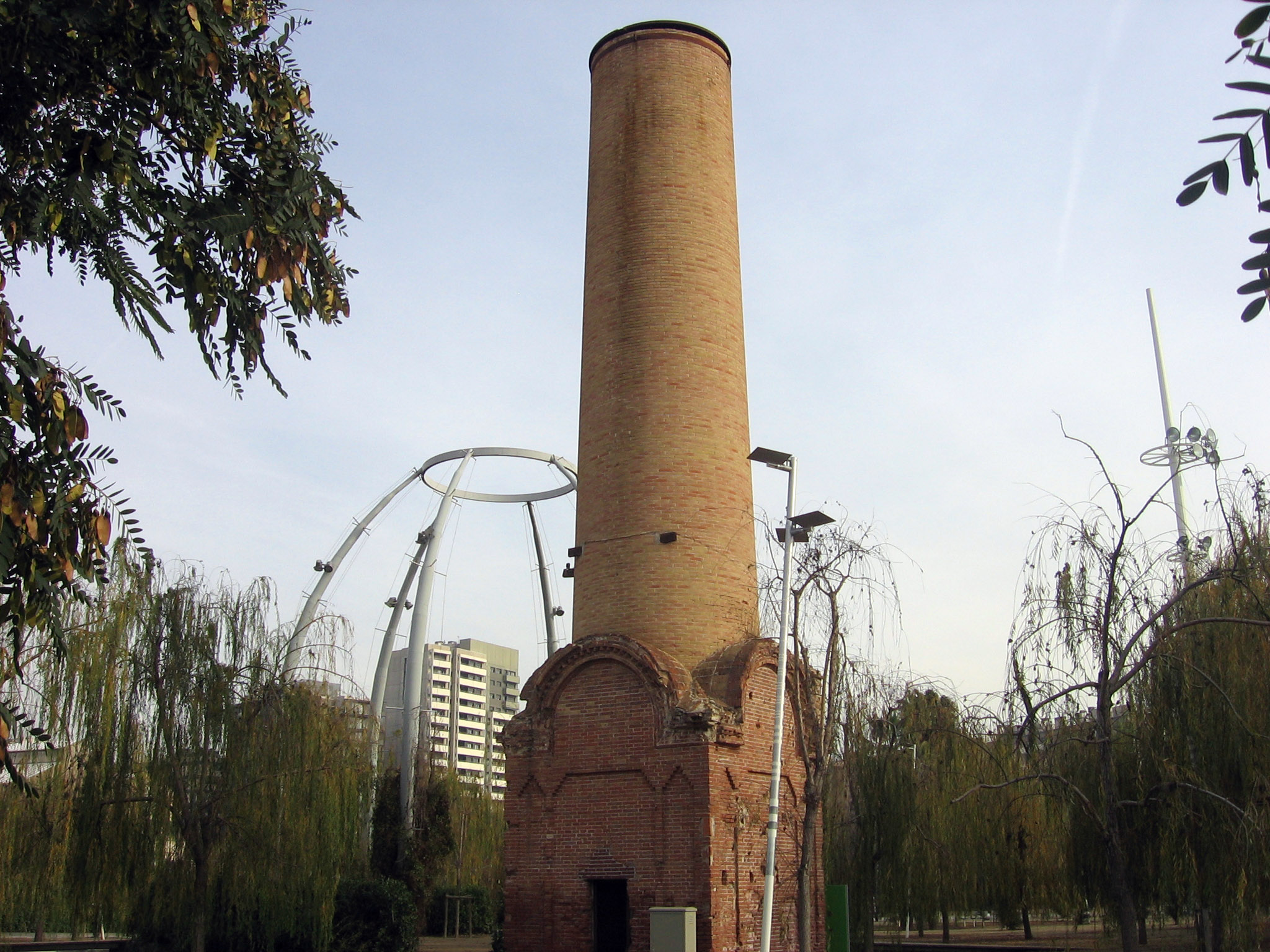
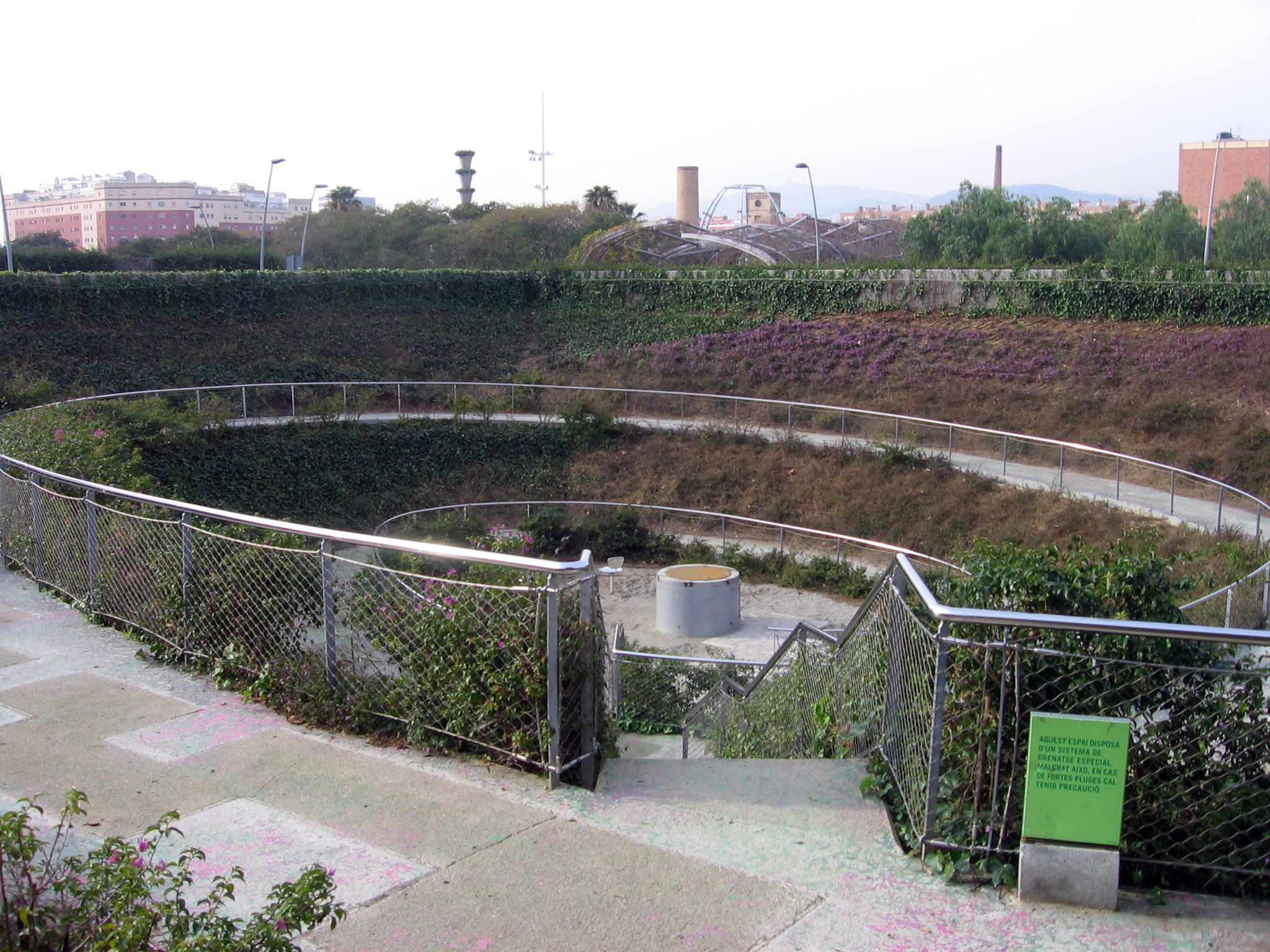
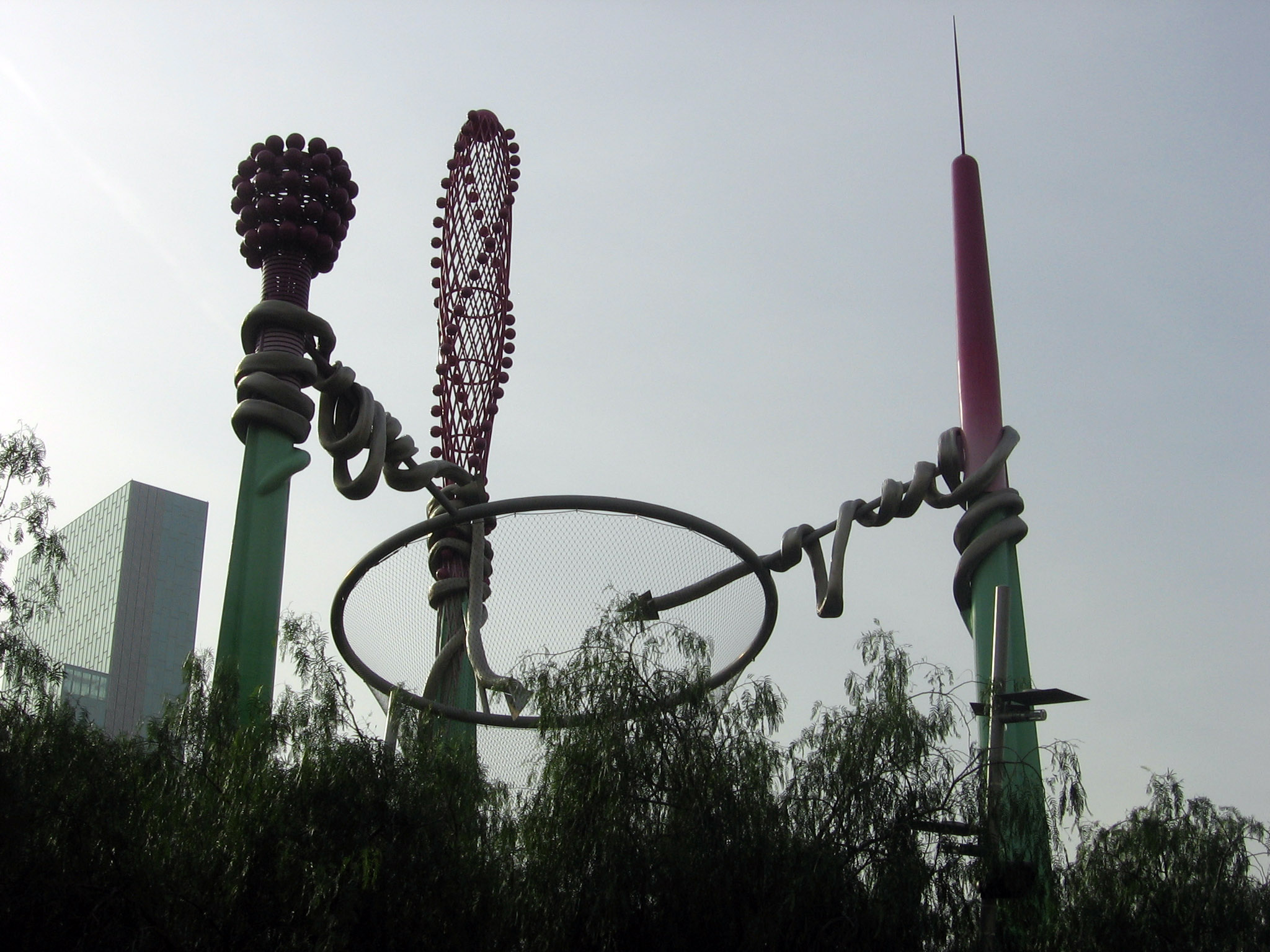
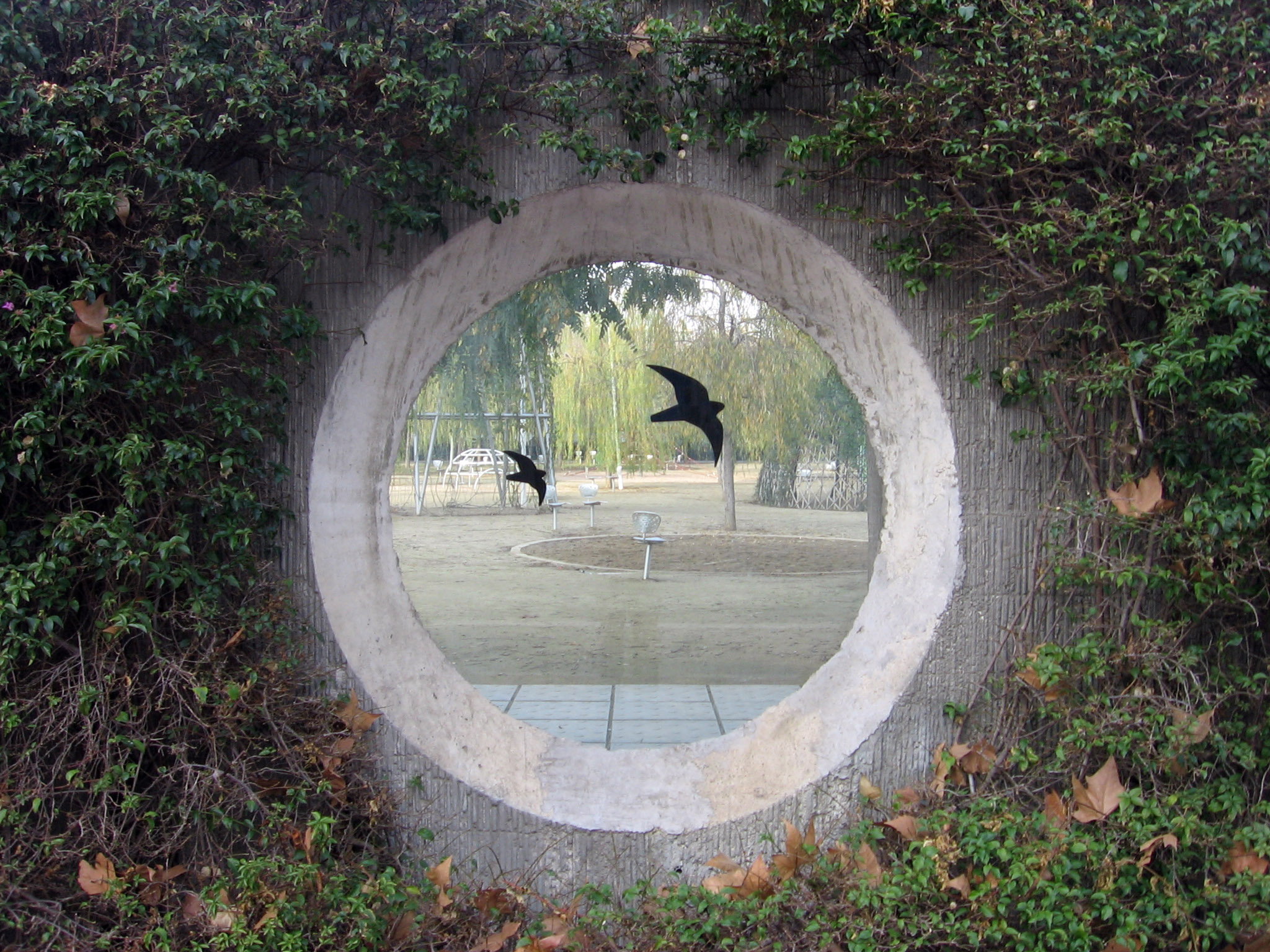
L'une des fenêtres du parc.